# Агапій (мученик)
Святий Агапій (походив з м. Газа, Палестина — † 303, Кесарія Палестинська, Ізраїль) — ранньо-християнський святий та мученик, загинув у Святій Землі.
Коли одного дня у Кесарії Палестинській відбувалося свято на честь поганських божків, то для розваги погани почали мучити християн. Агапія з Гази, який вже багато витерпів за Христову віру у в'язниці, кинули на поживу диким звірам.
Разом з ним захотіли віддати за Христа своє життя ще шість християнських юнаків:
- Публій
- два Олександри з Єгипту
- Тимолай
- Ромил, піддиякон з Діасполя
- Денис з Фекінії

Віддали вони свої молоді голови під вістря меча 303 року за правління імператора Діоклетіана, жорстокого гонителя християн.
- Пам'ять — 28 березня